# Gospodin i gospođa Smith (2005.)
Gospodin i gospođa Smith (eng. Mr. & Mrs. Smith) je američka akcijska komedija s Bradom Pittom i Angelinom Jolie u naslovnim ulogama.

## Radnja
Film prikazuje dosadan, rutinski brak Johna i Jane Smith, koji će otkriti kako su oboje legendarni plaćeni ubojice tek kad dobiju zadatak međusobno se eliminirati. Nakon nekoliko pokušaja da se pobiju, Smithovi ponovno otkrivaju strast u vezi i odlučuju zanemariti svoje misije, no tada njihove agencije odlučuju poslati ubojice na njih.

## Glavne uloge
- Brad Pitt kao John Smith
- Angelina Jolie kao Jane Smith

## Vanjske poveznice
- Službene stranice
- Gospodin i gospođa Smith u internetskoj bazi filmova IMDb-a